# Archivo Nacional de Angola
El Archivo Nacional de Angola (en portugués: Arquivo Nacional de Angola) es el archivo nacional de Angola, ubicado en la capital del país, Luanda. Depende del Ministerio de Cultura y su sede se ubica en la Rua Pedro Felix Machado. En 2020 se anunció la próxima inauguración de un nuevo archivo en la localidad de Camama. Destaca su papel fundamental en la preservación, gestión y organización de la memoria colectiva del país. El Archivo tiene su origen en el Centro Nacional de Documentación e Investigación Histórica.

## Directores
- Rosa Cruz e Silva, 1997
- Francisco Alexandre, subdirector, 2013
- Alexandra Aparício, 2017